# Heligmonevra poonmudiensis
Heligmonevra poonmudiensis là một loài ruồi trong họ Asilidae. Heligmonevra poonmudiensis được Joseph & Parui miêu tả năm 1980. Loài này phân bố ở miền Ấn Độ - Mã Lai.